# Oliarus simplex
Oliarus simplex är en insektsart som först beskrevs av Walker 1857.  Oliarus simplex ingår i släktet Oliarus och familjen kilstritar. Inga underarter finns listade i Catalogue of Life.